# 關光
關光（？—？），號龍章，慶陽衛軍籍，陝西慶陽府安化縣人，明朝政治人物。

## 生平
萬曆三十一年（1603年）癸卯科陝西鄉試舉人，四十四年（1616年）丙辰科進士，刑部觀政，授河間府推官。四十六年順天鄉試同考，天啓三年（1623年）丁憂，五年起升户部主事，本年闲住。

## 家族
曾祖关维嘉，庠生，祖父关应议。父关漢推，庠生。